# Ninurta-szezibanni
Ninurta-szezibanni, Inurta-szezibanni (akad. Ninurta-šēzibanni, Inūrta-šēzibanni; tłum. „Ninurto, ocal mnie!”) – wysoki asyryjski dostojnik, gubernator prowincji Talmusa; z asyryjskich list i kronik eponimów wiadomo, iż w 754 r. p.n.e. sprawował urząd limmu (eponima). Za jego eponimatu miała miejsce wyprawa wojenna przeciw miastu Arpad.